# Атлантизам
Атлантизам или евроатлантизам је вјеровање у сарадњу између Европе и САД и Канаде у погледу политичких, економских и одбрамбених питања, ради очувања безбједности и напредка земаља учесница, као и вриједности које их сједињују. Израз се може користити на ужи начин како би се означила подршка НАТО савезу, или на шири начин како би се означила шира сарадња, заједничке вриједности, осјећај јединства, као и одређени степен интеграције двије стране океана. Израз потиче од назива океана који дијели Европу и Сјеверну Америку тј. Атлантског океана. У пракси филозофија атлантизма подстиче активан ангажнам Сјеверне Америке, тачније Сједињених Држава, у Европи и ближу сарадњу обје стране океана. То је нарочито дошло до изражаја током Другог свјетског рата и након његовог завршетка, када је дошло до успостављања различитих евроатлантских институација, од којих су највжаније НАТО и Маршалов план.
Снага атлантизма се разликује у зависности од регије или земље, на основу различитих културних и историјских фактора. Сматра се да је атлантизам посебно јак у дијеловима источне и средње Европе, као и у Великој Британији. Политички, има склоности да буде јаче повезан и са ентузијазмом, али не искључиво, са класичним либералима или десницом у Европи. Атлантизам често подразумјева афинитет ка америчкој политичкој или друштвеној култури, као и према историјским везама између два континента.
Постоји извјесна тензија између атлантизма и континентализма са обје стране Атлантика, док неки појединци наглашавају повећану регионалну сарадњу или интеграцију ка трансатлантској сарадњи. Однос између сјеверноамеричких и европских интеграција је комплексан и није у непосредној супростности. Интернационализам је спољна политика за коју се вјерује да комбинује атлантизам и континентализам. Релативно смањење европске и америчке моћи у свијету, пад Совјетског Савеза, као и ширење атлантистичких норми изван сјеверноатлантског региона, довело је до пада моћи атлантизма од краја Хладног рата. Други међународни односи су све више наглашени, али се вјерује да су трансатланстки односи још увијек најзаступљенији на свијету.

## Историја
Прије свјетских ратова, европске земље су биле презаузете стварањем колонијалних империја у Африци и Азија, а не везама са Сјеверном Америком. Исто тако је Сјеверна Америка била заузета интервенцијама у Латинској Америци и имала је мало интересовање за европске послове, а Канада је тек остварила пуну независност спољне политике од Британске империје.
Борбе америчких и канадских трупа заједно са британским, француским и осталим европским трупама у Европи током свјетских ратова потпуно су промјенили ову ситуацију. Иако је САД (донекле и Канада) имала више изолациону позицију током свјетских ратова, током искрцавања у Нормандију Савезници су били добро интегрисани у све политике. Атлантску повељу из 1941. године објавили су британски премијер Винстон Черчил и амерички предсједник Френклин Рузвелт утврдивши циљеве Савезника у послијератном свијету, који су касније прихватили сви западни савезници.
Након Другог светског рата, земље западне Европе су снажно заговарале ангажовање САД у европским пословима како би спријечили евентуалну агресију СССР. То је довело до потписивања Сјеверноатлантског споразума 1949. године којим је створена Организација Сјеверноатлантског споразума, главне институционе посљедице атлантизма, која обавезује све чланове да бране друге, што је довело до дугорочног присуства америчких и канадских гарнизона у западној Европи.

## Институције
Сјеверноатлантски савјет је главни, владин форум за дискусију и одлучивање у атлантском контексту. Друге организације које се могу сматрати атлантским по поријеклу:
- НАТО
- Организација за економску сарадњу и развој
- Г6/7/8
- Евроатлантски партнерски савјет

## Истакнути атлантисти
Познати атлантисти су бивши предсједници САД Френклин Делано Рузвелт и Роналд Реган, предсједник Владе УК Винстон Черчил, Маргарет Тачер, Тони Блер и Гордон Браун, као и Франсоа Митеран, Дин Ачесон, Збигњев Бжежински и Хавијер Солана.